# Ga Sanam Chai MRT
Ga Sanam Chai (tiếng Thái: สถานีสนามไชย, RTGS: Sathani Sanam Chai, phát âm [sā.tʰǎː.nīː sā.nǎːm tɕʰāj]) là một ga tàu điện ngầm Bangkok MRT trên Tuyến Xanh Dương. Nhà ga ngầm dưới Đường Sanam Chai. Trong suốt quá trình xây dựng nhà ga, nhiều hiện vật lịch sử đã được tìm thấy, như tiền xu từ thời Vua Mongkut và Vua Chulalongkorn. Những thứ này đã được trao cho Cục Mỹ thuật và Bảo tàng Siam để trưng bày và nghiên cứu. Một cuộc triển lãm đã được lên kế hoạch để trưng bày những hiện vật này ở khu vực phòng chờ Lối thoát 1. Nó mở cửa công cộng như một bảo tàng đầu tiên ở Thái Lan nằm bên dưới lòng đất vào ngày 27 tháng 11 năm 2020.

## Bố trí ga
| G Tầng trệt  | -                              | Trạm xe buýt, Bảo tàng Siam                                     |
| B1 Tầng hầm  | Tầng hầm                       | Lối thoát 1–5                                                   |
| B2 Phòng chờ | Hành lang                      | Máy bán vé                                                      |
| B4 Ke ga     | Ke ga 2                        | Tuyến Xanh Dương hướng đi Tha Phra thông qua Bang Sue (Sam Yot) |
| B4 Ke ga     | Ke ga, cửa sẽ mở phía bên phải |                                                                 |
| B4 Ke ga     | Ke ga 1                        | Tuyến Xanh Dương hướng đi Lak Song (Itsaraphap)                 |

## Hình ảnh

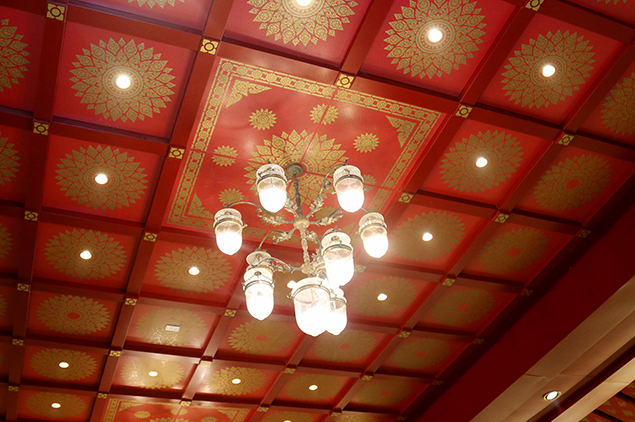
Đèn chùm phong cách Thái Lan
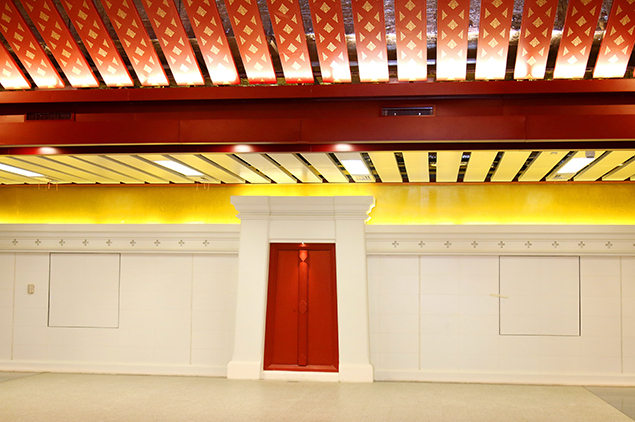
Bản sao cổng thành phố
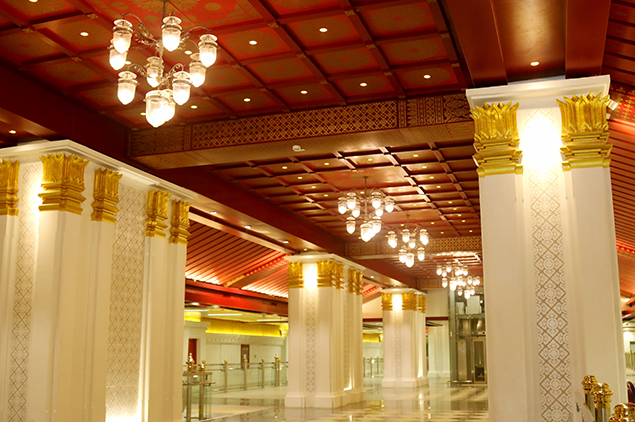
Trụ cột Sadom
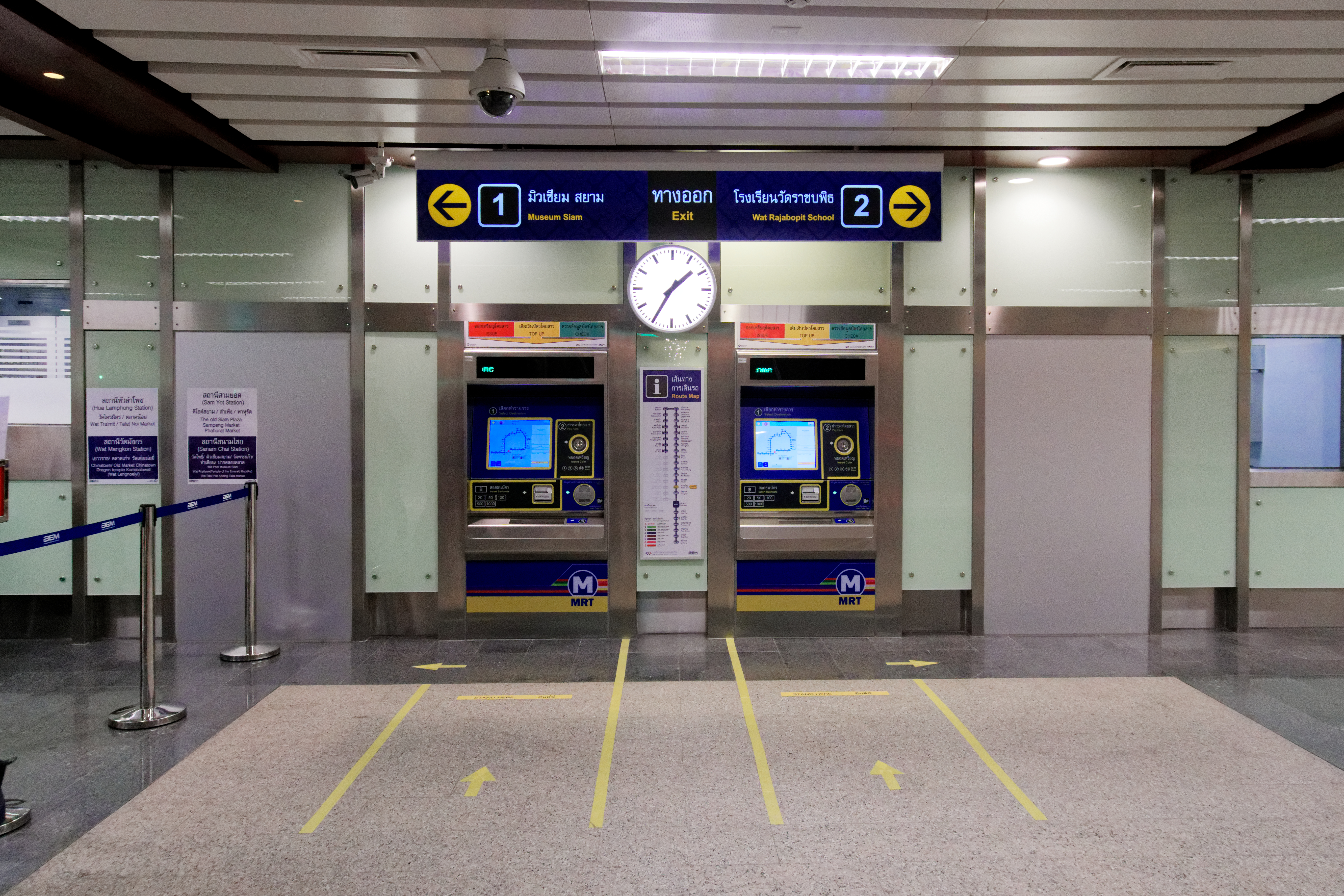
Máy bán vé
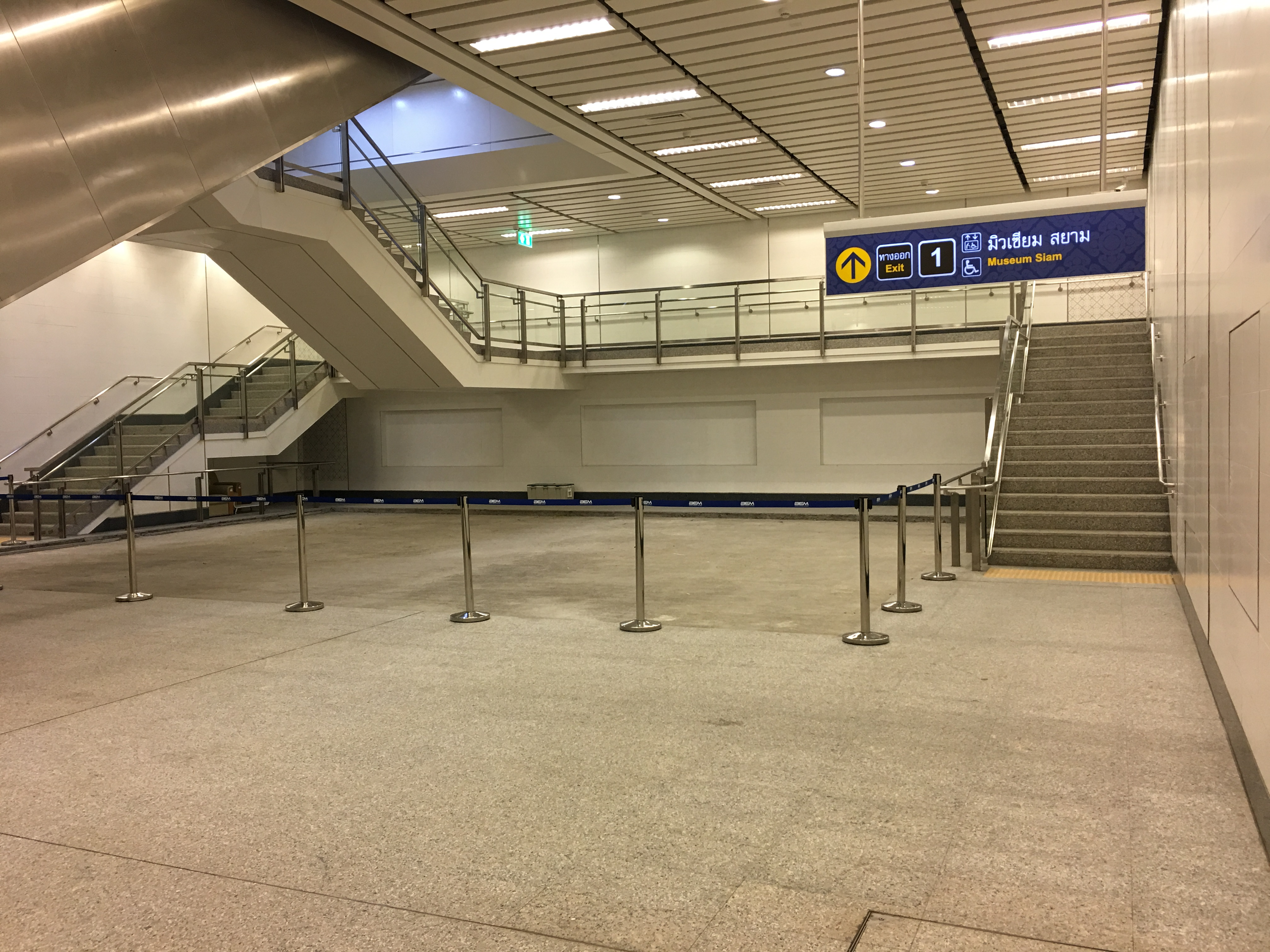
Không gian tương lai được quy hoạch cho triển lãm hiện vật
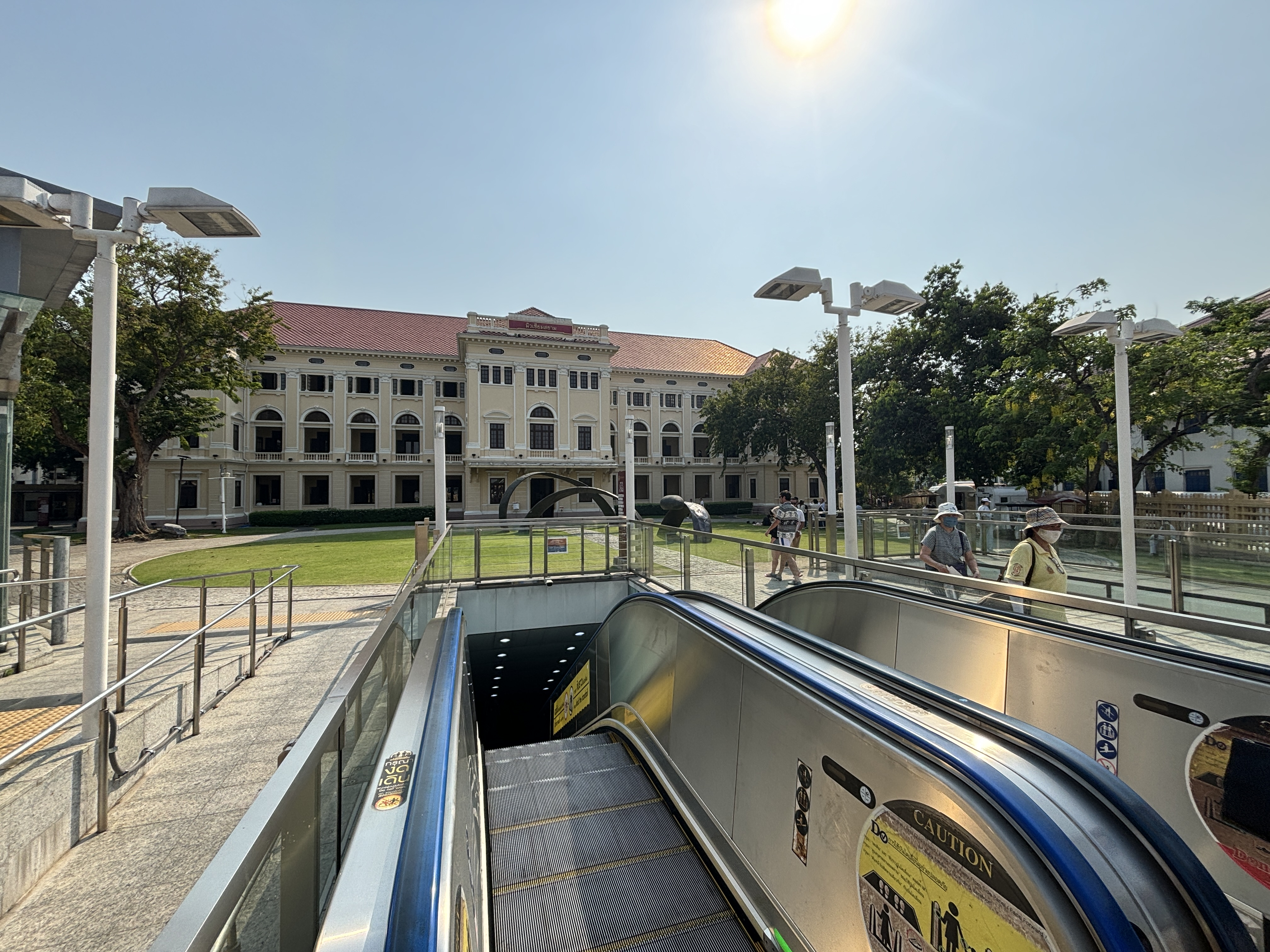
Lối thoát 1 đối diện Bảo tàng Siam
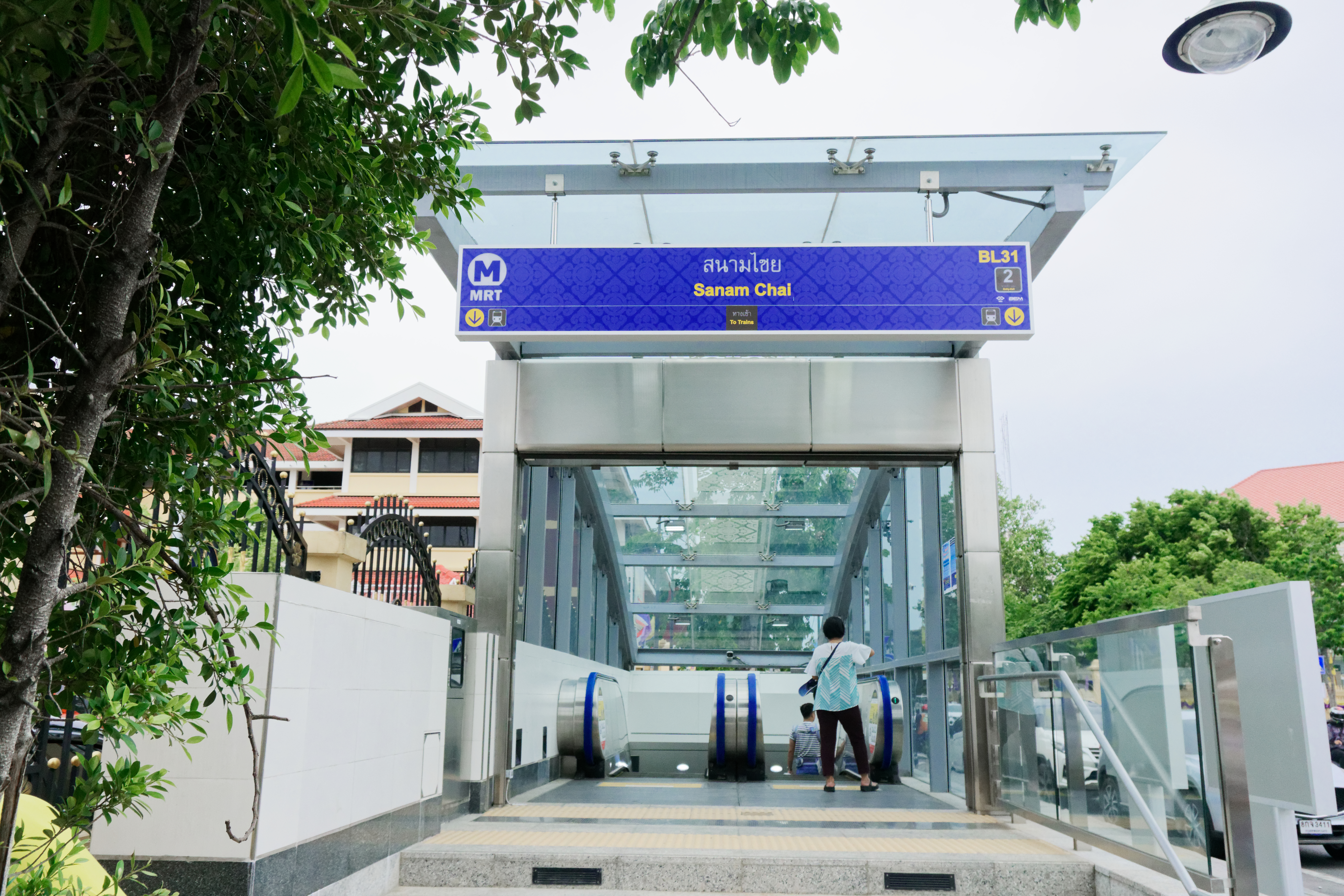
Lối thoát 2
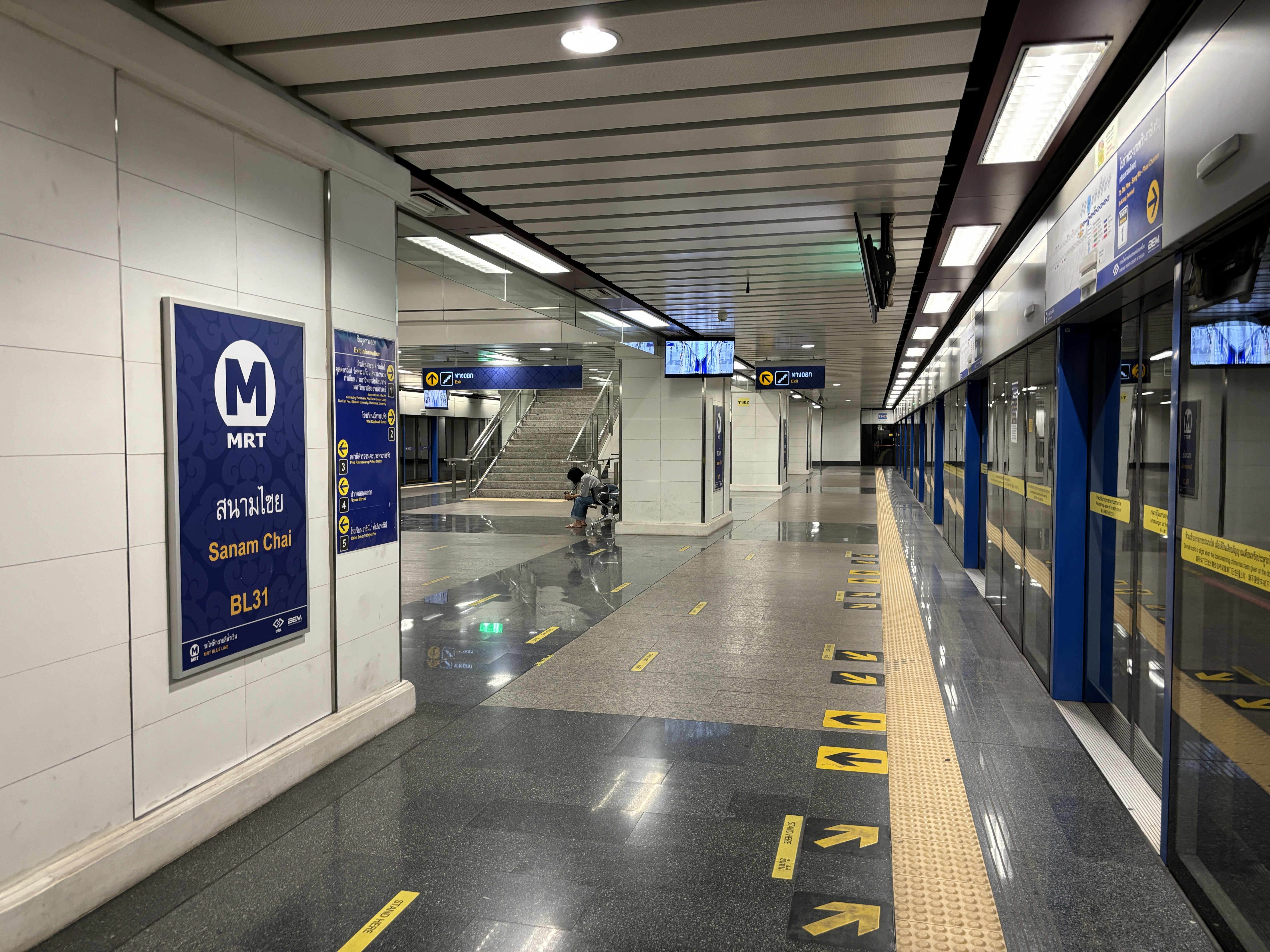
Ke ga